# Schneeballwalzer
Ein Schneeballwalzer ist eine Variante des Wiener Walzers, der eingesetzt wird, um die Tanzfläche schnell zu füllen. Ein einzelnes Tanzpaar eröffnet den Tanz. Nach einigen Takten teilt es sich auf, die Dame wählt einen Herrn aus den Tänzern, die noch am Rand der Tanzfläche stehen, und der Herr holt sich entsprechend eine Dame. Nun tanzen zwei Paare. Wiederum nach ein paar Takten teilen sich diese Paare und holen sich neue Partner. Dies geht so lange, bis die Tanzfläche voll ist.
Bei einer Hochzeitsfeier wird der Schneeballwalzer oft als Brautwalzer getanzt. Das Brautpaar eröffnet den Tanz, bei dem ersten Aufteilen tanzt die Braut mit ihrem neuen Schwiegervater und der Bräutigam mit seiner neuen Schwiegermutter.